# Los Tarterons
Los Tarterons és un paratge del municipi de Castell de Mur, al Pallars Jussà, a l'antic terme de Mur, en terres del poble de Vilamolat de Mur.
Estan situats a ponent de Vilamolat de Mur, a migdia de la Sort de Nadal, a llevant de la Vinya de Miret i al nord dels Planells de Josep. Pel seu costat oriental circula el Camí de la Sort.